# Robert Lichal
Robert Lichal (* 9. Juli 1932 in Wien; † 25. April 2024 in Tulln an der Donau) war ein österreichischer Politiker (ÖVP).

## Leben
Robert Lichal bestand 1950 die Matura am Bundesrealgymnasium für den 12. Wiener Bezirk (BRG XII) und wurde anschließend Landesbeamter in Niederösterreich. Als Werkstudent studierte er Rechtswissenschaften, 1965 wurde er zum Dr. iur. promoviert. Als sogenannter Weißer Jahrgang musste er keinen Wehrdienst leisten.
Politisch engagierte er sich als ÖAAB-Mitglied in der Gewerkschaft Öffentlicher Dienst (ÖGB). Er war von 1987 bis 1991 Bundesobmann des ÖAAB.
Von 1976 bis 1979 war Lichal Mitglied des Bundesrates. In den Jahren 1979 bis 1987 war er Abgeordneter zum Nationalrat. Von 1987 bis 1990 übte er das Amt des Verteidigungsministers aus. In seiner Amtszeit wurde die Milizstruktur in der Verfassung festgeschrieben und Österreichs Bundesheer erhielt Lenkwaffen. 1990 bis 1994 war er wieder Abgeordneter zum Nationalrat und Zweiter Präsident des Nationalrates.
Robert Lichal war ab 1961 Mitglied der katholischen Studentenverbindung ÖkaV Rhaeto-Danubia Wien und Ehrenmitglied der ÖkaV Theresiana Wiener Neustadt und KÖHV Franco-Bavaria Wien, alle im ÖCV, sowie der katholischen Schülerverbindung KöStV Austria-Purkersdorf im MKV.
Im April 2024 verstarb er im Alter von 91 Jahren. Er wurde in Purkersdorf bestattet.

## Oerlikon-Skandal
1987 wurde nach einem Bericht des Nachrichtenmagazins Profil bekannt, dass Lichal einen Auftrag für 50.000 Stück Leuchtspur-Übungsmunition für Flugabwehrgeschütze im Wert von 35 Millionen Schilling an den Schweizer Produzenten Oerlikon-Bührle vergeben hatte, obwohl der französische Anbieter Matra Manurhin Defense ein Angebot für 15 Millionen Schilling vorgelegt hatte. Zum Zeitpunkt der Auftragsvergabe verfügte das Bundesheer über entsprechende Munitionsreserven für zwei Jahre. Lichal hatte das Bundesheer zumindest drei Mal angewiesen, das günstigere Angebot von Matra zu übergehen. 1988 wurde ein Ermittlungsverfahren wegen Amtsmissbrauchs eingeleitet, es kam zu Hausdurchsuchungen bei Lichal, seinem Sekretär Michael Spindelegger und Walter Schön, dem damaligen Oerlikon-Generalrepräsentanten in Österreich. Lichal und Schön waren eng befreundet und wie Spindelegger Mitglied des Cartellverbandes. Bei Schön wurde ein Notizzettel mit dem Vermerk „Spindelegger: 1: Parteienfinanzierung; zwei Millionen; 2: Auftragsvolumen: 35 Mio.“ vorgefunden. Die Staatsanwaltschaft vermutete eine verbotene Parteienfinanzierung für die ÖVP, woraufhin der parteilose, aber ÖVP-nahe Justizminister Egmont Foregger ein Disziplinarverfahren gegen den ermittelnden Staatsanwalt einleitete und den Fall der Oberstaatsanwaltschaft übertrug, die die Voruntersuchungen 1990 einstellte, da sie die Vorwürfe als nicht erwiesen erachtete.

## Auszeichnungen
- Militär-Verdienstzeichen
- Leopold Kunschak Ring
- Großes Ehrenzeichen für Verdienste um die Republik Österreich
- Großes Goldenes Ehrenzeichen für Verdienste um die Republik Österreich
- Silbernes Komturkreuz für Verdienste um das Bundesland Niederösterreich
- Großes Goldenes Ehrenzeichen am Bande für Verdienste um die Republik Österreich